# لذت (فیلم ۱۹۸۵)
لذت (ایتالیایی: Il piacere) یک فیلم اروتیک درام ایتالیایی است که در سال ۱۹۸۵ منتشر شد.

## گزیدهٔ بازیگران
- گابریله تینتی
- لی‌لی کاراتی
- لورا خمسر
- داگمار لاساندار
- موریس پولی
- دومیتیان آرکانجیلی